# Teppei Nishiyama
Pour les articles homonymes, voir Nishiyama.
Teppei Nishiyama (西山 哲平, Nishiyama Teppei) est un footballeur japonais né le 22 février 1975 à Kashiwa.